# Miralem Pjanić
Miralem Pjanić (sinh ngày 2 tháng 4 năm 1990) là một cầu thủ bóng đá người Bosnia hiện đang thi đấu cho câu lạc bộ Russian Premier League CSKA Moscow ở vị trí tiền vệ.
Sau khi chơi bóng tại Pháp cho câu lạc bộ Lyon, anh chuyển đến Ý để đá cho AS Roma trước khi chính thức sang Juventus vào năm 2016. 
Anh từng tham gia đội tuyển trẻ của Luxembourg nhưng đồng thời cũng đủ điều kiện để đá cho tuyển Bosnia và Hercegovina, kết quả anh chọn Bosnia và Hercegovina vào năm 2008. Anh cùng đội tuyển có lần đầu tiên tham dự World Cup 2014 tổ chức ở Brazil.

## Thống kê sự nghiệp

### Câu lạc bộ
Tính đến 10 tháng 3 năm 2021.
| Câu lạc bộ          | Mùa giải            | Giải đấu            | Giải đấu | Giải đấu | Cúp quốc gia | Cúp quốc gia | Cúp liên đoàn | Cúp liên đoàn | Khác | Khác | Châu Âu | Châu Âu | Tổng cộng | Tổng cộng |
| Câu lạc bộ          | Mùa giải            | Hạng                | Trận     | Bàn      | Trận         | Bàn          | Trận          | Bàn           | Trận | Bàn  | Trận    | Bàn     | Trận      | Bàn       |
| ------------------- | ------------------- | ------------------- | -------- | -------- | ------------ | ------------ | ------------- | ------------- | ---- | ---- | ------- | ------- | --------- | --------- |
| Metz                | 2007–08             | Ligue 1             | 32       | 4        | 4            | 1            | 2             | 0             | –    | –    | –       | –       | 38        | 5         |
| Lyon                | 2008–09             | Ligue 1             | 20       | 0        | 2            | 0            | 0             | 0             | 1    | 0    | 1       | 0       | 24        | 0         |
| Lyon                | 2009–10             | Ligue 1             | 37       | 6        | 0            | 0            | 2             | 0             | 14   | 5    | –       | –       | 53        | 11        |
| Lyon                | 2010–11             | Ligue 1             | 30       | 3        | 0            | 0            | 1             | 0             | 8    | 1    | –       | –       | 39        | 4         |
| Lyon                | 2011–12             | Ligue 1             | 3        | 1        | 0            | 0            | 0             | 0             | 2    | 0    | –       | –       | 5         | 1         |
| Lyon                | Tổng cộng           | Tổng cộng           | 90       | 10       | 2            | 0            | 3             | 0             | 25   | 6    | 1       | 0       | 121       | 16        |
| Roma                | 2011–12             | Serie A             | 30       | 3        | 1            | 0            | –             | –             | –    | –    | –       | –       | 31        | 3         |
| Roma                | 2012–13             | Serie A             | 27       | 3        | 2            | 1            | –             | –             | –    | –    | –       | –       | 29        | 4         |
| Roma                | 2013–14             | Serie A             | 35       | 6        | 3            | 0            | –             | –             | –    | –    | –       | –       | 38        | 6         |
| Roma                | 2014–15             | Serie A             | 34       | 5        | 2            | 0            | –             | –             | 10   | 0    | –       | –       | 46        | 5         |
| Roma                | 2015–16             | Serie A             | 33       | 10       | 1            | 0            | –             | –             | 7    | 2    | –       | –       | 41        | 12        |
| Roma                | Tổng cộng           | Tổng cộng           | 159      | 27       | 9            | 1            | –             | –             | 17   | 2    | –       | –       | 185       | 30        |
| Juventus            | 2016–17             | Serie A             | 30       | 5        | 4            | 2            | –             | –             | 12   | 1    | 1       | 0       | 47        | 8         |
| Juventus            | 2017–18             | Serie A             | 31       | 5        | 4            | 1            | –             | –             | 8    | 1    | 1       | 0       | 44        | 7         |
| Juventus            | 2018–19             | Serie A             | 31       | 2        | 2            | 0            | –             | –             | 10   | 2    | 1       | 0       | 44        | 4         |
| Juventus            | 2019–20             | Serie A             | 30       | 3        | 4            | 0            | –             | –             | 8    | 0    | 1       | 0       | 43        | 3         |
| Juventus            | Tổng cộng           | Tổng cộng           | 122      | 15       | 14           | 3            | –             | –             | 38   | 4    | 4       | 0       | 178       | 22        |
| Barcelona           | 2020–21             | La Liga             | 17       | 0        | 1            | 0            | –             | –             | 8    | 0    | 2       | 0       | 28        | 0         |
| Tổng cộng sự nghiệp | Tổng cộng sự nghiệp | Tổng cộng sự nghiệp | 420      | 56       | 30           | 5            | 5             | 0             | 88   | 12   | 7       | 0       | 550       | 73        |

### Quốc tế
Tính đến 16 tháng 11 năm 2021.
| Đội tuyển quốc gia   | Năm       | Trận | Bàn |
| -------------------- | --------- | ---- | --- |
| Bosna và Hercegovina |           |      |     |
| 2008                 | 4         | 0    |     |
| 2009                 | 9         | 0    |     |
| 2010                 | 8         | 3    |     |
| 2011                 | 9         | 1    |     |
| 2012                 | 8         | 2    |     |
| 2013                 | 8         | 2    |     |
| 2014                 | 10        | 1    |     |
| 2015                 | 9         | 0    |     |
| 2016                 | 7         | 2    |     |
| 2017                 | 3         | 1    |     |
| 2018                 | 9         | 0    |     |
| 2019                 | 8         | 3    |     |
| 2020                 | 6         | 0    |     |
| 2021                 | 5         | 2    |     |
| Tổng cộng            | Tổng cộng | 103  | 17  |

### Bàn thắng quốc tế
Bàn thắng và kết quả của Bosna và Hercegovina được để trước.
| #   | Ngày                 | Địa điểm                                                      | Đối thủ    | Bàn thắng | Kết quả | Giải đấu                 |
| --- | -------------------- | ------------------------------------------------------------- | ---------- | --------- | ------- | ------------------------ |
| 1.  | 3 tháng 3 năm 2010   | Sân vận động Thành phố Koševo, Sarajevo, Bosna và Hercegovina | Ghana      | 2–1       | 2–1     | Giao hữu                 |
| 2.  | 3 tháng 9 năm 2010   | Sân vận động Josy Barthel, Thành phố Luxembourg, Luxembourg   | Luxembourg | 2–0       | 3–0     | Vòng loại Euro 2012      |
| 3.  | 17 tháng 11 năm 2010 | Sân vận động Pasienky, Bratislava, Slovakia                   | Slovakia   | 2–1       | 3–2     | Giao hữu                 |
| 4.  | 7 tháng 11 năm 2011  | Sân vận động Bilino Polje, Zenica, Bosna và Hercegovina       | Luxembourg | 4–0       | 5–0     | Vòng loại Euro 2012      |
| 5.  | 11 tháng 9 năm 2012  | Sân vận động Bilino Polje, Zenica, Bosna và Hercegovina       | Latvia     | 2–1       | 4–1     | Vòng loại World Cup 2014 |
| 6.  | 16 tháng 10 năm 2012 | Sân vận động Bilino Polje, Zenica, Bosna và Hercegovina       | Litva      | 3–0       | 3–0     | Vòng loại World Cup 2014 |
| 7.  | 6 tháng 2 năm 2013   | Sân vận động Stožice, Ljubljana, Slovenia                     | Slovenia   | 2–0       | 3–0     | Giao hữu                 |
| 8.  | 7 tháng 6 năm 2013   | Sân vận động Skonto, Riga, Latvia                             | Latvia     | 4–0       | 5–0     | Vòng loại World Cup 2014 |
| 9.  | 15 tháng 6 năm 2014  | Arena Fonte Nova, Salvador, Brasil                            | Iran       | 2–0       | 3–1     | World Cup 2014           |
| 10. | 25 tháng 3 năm 2016  | Sân vận động Josy Barthel, Thành phố Luxembourg, Luxembourg   | Luxembourg | 3–0       | 3–0     | Giao hữu                 |
| 11. | 29 tháng 3 năm 2016  | Letzigrund, Zürich, Thụy Sĩ                                   | Thụy Sĩ    | 2–0       | 2–0     | Giao hữu                 |
| 12. | 13 tháng 11 năm 2016 | Sân vận động Karaiskakis, Piraeus, Hy Lạp                     | Hy Lạp     | 1–0       | 1–1     | Vòng loại World Cup 2018 |
| 13. | 26 tháng 3 năm 2019  | Sân vận động Bilino Polje, Zenica, Bosna và Hercegovina       | Hy Lạp     | 2–0       | 2–2     | Vòng loại Euro 2020      |
| 14. | 12 tháng 10 năm 2019 | Sân vận động Bilino Polje, Zenica, Bosna và Hercegovina       | Phần Lan   | 2–0       | 4–0     | Vòng loại Euro 2020      |
| 15. | 12 tháng 10 năm 2019 | Sân vận động Bilino Polje, Zenica, Bosna và Hercegovina       | Phần Lan   | 3–0       | 4–0     | Vòng loại Euro 2020      |
| 16. | 24 tháng 3 năm 2021  | Sân vận động Olympic Helsinki, Helsinki, Phần Lan             | Phần Lan   | 1–0       | 2–2     | Vòng loại World Cup 2022 |
| 17. | 7 tháng 9 năm 2021   | Sân vận động Bilino Polje, Zenica, Bosna và Hercegovina       | Kazakhstan | 1–1       | 2–2     | Vòng loại World Cup 2022 |

## Danh hiệu

### Câu lạc bộ

#### Juventus
- Serie A: 2016–17, 2017–18, 2018–19, 2019–20
- Coppa Italia: 2016–17, 2017–18
- Supercoppa Italiana: 2018

#### Barcelona
- Copa del Rey: 2020–21